# همسر مینیاتوری
همسر مینیاتوری (انگلیسی: The Miniature Wife) یک مجموعه تلویزیونی کمدی برای شبکهٔ پیکاک که با بازی متیو مک‌فادین و الیزابت بنکس است.

## داستان
یک زوج متأهل برای کسب قدرت در رابطهٔ خود با یکدیگر رقابت می‌کنند، که این رقابت به دلیل یک حادثهٔ فناوری پیچیده‌تر می‌شود.

## تولید
این مجموعهٔ کمدی درام در مارس ۲۰۲۴ از سوی شبکهٔ پیکاک به صورت مستقیم سفارش تولید گرفت. مجموعه توسط جنیفر ایمز و استیو ترنر ساخته و تهیه‌کنندگی اجرایی شده است؛ آن‌ها همچنین نقش شورانر را بر عهده دارند. داستان این مجموعه اقتباسی از داستان کوتاه با همین نام نوشتهٔ مانوئل گونزالس است. مایکل النبرگ و لیندسی اسپیرینگر نیز به عنوان تهیه‌کنندگان اجرایی از طرف شرکت مدیا رس فعالیت می‌کنند. گرگ موتلا کارگردانی دو قسمت اول را بر عهده دارد و او نیز به عنوان تهیه‌کنندهٔ اجرایی در پروژه مشارکت دارد.
بازیگران اصلی متیو مک‌فادین و الیزابت بنکس هستند که هر دو علاوه بر بازیگری، تهیه‌کنندگان اجرایی مجموعه نیز هستند. در ژانویه ۲۰۲۵، زوئی لیستر-جونز، سوفیا روسینسکی، او.تی. فاگبنلی، سیان کلیفورد و رونی چنگ به جمع بازیگران اضافه شدند. در مارس ۲۰۲۵، آصف مندوی، رونگ فو و تریشا بلک نیز به بازیگران پیوستند.
فیلم‌برداری اصلی در تورنتو، انتاریو، کانادا از ژانویه ۲۰۲۵ آغاز شد و برنامه‌ریزی شده بود که تا بهار ۲۰۲۵ و تا ماه ژوئیه ادامه یابد.
این مجموعه به صورت بین‌المللی توسط سونی پیکچرز تله‌ویژن توزیع خواهد شد.